# إليزابيث إيدير
إليزابيث إيدير (بالألمانية: Liselotte Eder )‏ (و. 1922 – 1993 م) هي ممثلة تلفزيونية، وممثلة، ومترجمة ألمانية، ولدت في غدانسك، توفيت في ميونخ، عن عمر يناهز 71 عاماً.

## وصلات خارجية
- إليزابيث إيدير على موقع IMDb (الإنجليزية)
- إليزابيث إيدير على موقع ألو سيني (الفرنسية)
- إليزابيث إيدير على موقع أول موفي (الإنجليزية)
- إليزابيث إيدير على موقع أول موفي (الإنجليزية)
- إليزابيث إيدير على موقع قاعدة بيانات الأفلام السويدية (السويدية)
- إليزابيث إيدير على موقع قاعدة بيانات الفيلم (الإنجليزية)
- إليزابيث إيدير على موقع كينوبويسك (الروسية)